# Summi maeroris
Summi maeroris è la diciottesima enciclica pubblicata da papa Pio XII il 19 luglio 1950.

## Contenuto
Il Papa chiede nuove preghiere per la pace e la concordia dei popoli.